# Henri Hubert
Henri Hubert (geb. 23. Juni 1872 in Paris; gest. 25. Mai 1927 in Chatou) war ein französischer Archäologe und Soziologe, der durch Arbeiten in der vergleichenden Religionswissenschaft hervorgetreten ist.

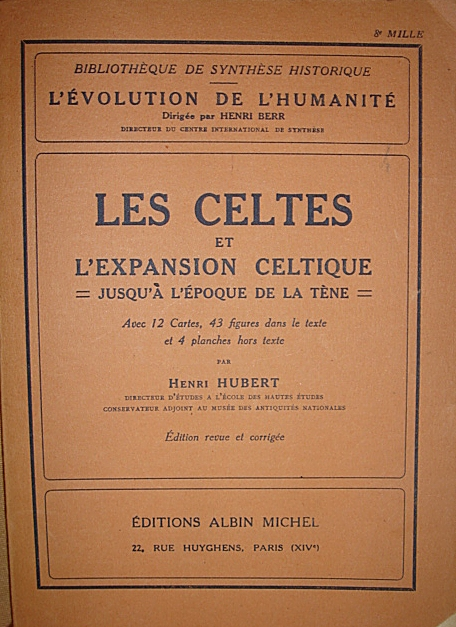
Les Celtes

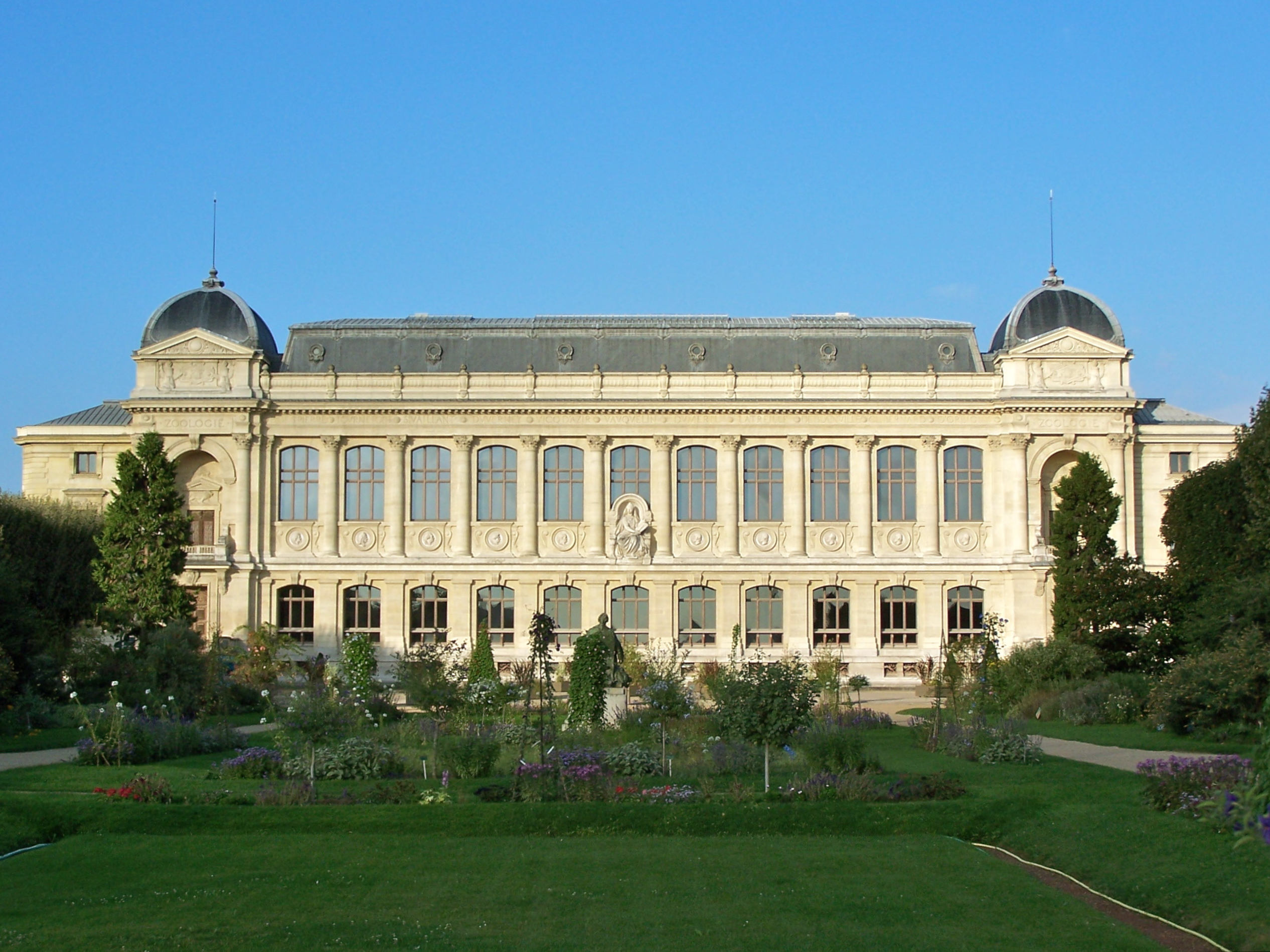
Das Muséum national d’histoire naturelle, das staatliche französische Naturkundemuseum, beherbergte anfangs die Laboratorien der EPHE.

## Leben und Wirken
Henri Hubert wurde 1872 in Paris geboren. Er ist am besten bekannt für sein Werk zu den Kelten (Die Kelten und die keltische Expansion bis zur La-Tène-Zeit) und seine Zusammenarbeit mit Marcel Mauss und anderen Mitgliedern der von Émile Durkheim gegründeten und herausgegebenen soziologischen Zeitschrift Année Sociologique. Henri Hubert war Directeur d’études an der École des hautes études und Assistenzkurator  am Musée des Antiquités nationales (Schloss Saint-Germain-en-Laye). Er arbeitete wie Marcel Mauss am Institut der Ve Section des sciences religieuses, dessen Direktor Albert Réville (1826–1906) war, der Lehrstuhlinhaber des 1879 eingerichteten Lehrstuhles für Histoire des religions am Collège de France. Henri Hubert übersetzte zusammen mit Isidore Lévy das Lehrbuch der Religionsgeschichte von P. D. Chantepie de la Saussaye in die französische Sprache.

## Publikationen (Auswahl)
- Henri Hubert und Marcel Mauss: Essai sur la nature et la fonction du sacrifice. In: L’Année sociologique, 1898. Englisch: W. D. Halls (Übers.): Sacrifice: Ist Nature and Function. Vorwort von Edward E. Evans-Pritchard. London, Cohen & West 1968
- Dies.: Étude sommaire de la représentation du temps dans la religion et la magie. (Mélanges d'histoire des religions) 1905
- Dies.: Esquisse d'une theorie generale de la magie. In: Année sociologique. 1904. V. 7. P. 1–147.
- Dies.: Entwurf einer allgemeinen Theorie der Magie. In: Marcel Mauss: Soziologie und Anthropologie, Band 1, 1904/1905, Frankfurt am Main 1989 Online
- Vorwort zur französischen Übersetzung von: Chantepie de la Saussaye, P.-D.: Manuel d'histoire des religions. Traduit sur la 2e ed. allemande sous la direction de Henri Hubert & Isidore Levy. Paris, Colin, 1904
- Mélanges d'histoire des religions : de quelques résultats de la sociologie religieuse, le sacrifice, l'origine des pouvoirs magiques, la représentation du temps, Paris, Félix Alcan, coll. «Bibliothèque de philosophie contemporaine» (1909)
- Les Celtes et l'expansion celtique jusqu'à l'époque de La Tène, L’Évolution de l’humanité, Albin Michel Paris (1932) réédition (1974), Réédition Jean de Bonnot (2007)
- Les Celtes depuis l'époque de la Tène et la civilisation celtique, L’Évolution de l’humanité, La Renaissance Lu livre (1932), Réédition Jean de Bonnot (2007)
- Les Germains: Cours professé à l'école du Louvre en 1924–1925, Albin Michel Paris (1952)
- The History of the Celtic People. A one Volume Edition, Including The Rise of the Celts" and „The Greatness and Decline of the Celts“. London, Bracken Books, 1992 (The History of the Celtic People is a facsimile reprint of Henri Hubert"s two volumes, „The Rise of the Celts“ and „The Greatness and Decline of the Celts“, which were first published in English in 1934.)
- Les celtes et l‘expansion celtique. 2) Les celtes depuis l‘époque de la tène. L Évolution de l Humanité – synthèse collective XXI. 1. Section IV. Le Monde Antique Rome et la Civilisation Romaine VI + VIbis. Paris, Albin Michel, 1950
- De quelques objets de bronze trouvés à Byblos. In: Extrait de la Revue Syria, Librairie Paul Geuthner, Paris 1925